# Nicky Samuels
Nicky Samuels (Whangarei, 28 de febrero de 1983) es una deportista neozelandesa que compitió en triatlón y acuatlón.
Ganó una medalla de bronce en el Campeonato Mundial de Triatlón por Relevos Mixtos de 2010 y dos medallas de bronce en el Campeonato de Oceanía de Triatlón, en los años 2008 y 2010. Además, obtuvo dos medallas en el Campeonato Mundial de Xterra Triatlón, en los años 2013 y 2014. En acuatlón obtuvo una medalla de oro en el Campeonato Mundial de 2012.

## Palmarés internacional
| Campeonato Mundial por Relevos Mixtos | Campeonato Mundial por Relevos Mixtos | Campeonato Mundial por Relevos Mixtos | Campeonato Mundial por Relevos Mixtos |
| Año                                   | Lugar                                 | Medalla                               | Prueba                                |
| ------------------------------------- | ------------------------------------- | ------------------------------------- | ------------------------------------- |
| 2010                                  | Lausana (Suiza)                       | Medalla de bronce                     | Relevo mixto                          |
| Campeonato de Oceanía                 |                                       |                                       |                                       |
| Año                                   | Lugar                                 | Medalla                               | Prueba                                |
| 2008                                  | Wellington (Nueva Zelanda)            | Medalla de bronce                     | Individual                            |
| 2010                                  | Wellington (Nueva Zelanda)            | Medalla de bronce                     | Individual                            |

| Campeonato Mundial | Campeonato Mundial    | Campeonato Mundial | Campeonato Mundial |
| Año                | Lugar                 | Medalla            | Prueba             |
| ------------------ | --------------------- | ------------------ | ------------------ |
| 2013               | Maui (Estados Unidos) | Medalla de oro     | Individual         |
| 2014               | Maui (Estados Unidos) | Medalla de bronce  | Individual         |

| Campeonato Mundial | Campeonato Mundial       | Campeonato Mundial | Campeonato Mundial |
| Año                | Lugar                    | Medalla            | Prueba             |
| ------------------ | ------------------------ | ------------------ | ------------------ |
| 2012               | Auckland (Nueva Zelanda) | Medalla de oro     | Individual         |